# Merodese bossen
De Merodese Bossen is een bos- en natuurgebied ten westen van de kom van de Antwerpse plaats Herenthout.

## Geschiedenis
Einde 18e eeuw was hier nog sprake van heidevelden en moerassen. Gedurende de eerste helft van de 19e eeuw werd dit gebied ontgonnen en bebost. Omstreeks 1900 werden er dreven door de bossen aangelegd.
Het grootste deel van de bossen ligt in de gemeente Herenthout, maar het deel ten westen hiervan ligt op het grondgebied van Bevel. Daar ligt ook het bijbehorende Kasteel Steynehof. Ten noorden van dit kasteel vindt men nog heiderestanten en enkele vennen.
Het bosgebied ligt betrekkelijk geïsoleerd in het open landschap en is van belang voor vele broedvogels.
Ten zuidwesten van dit gebied sluit het aan op de Kruiskensberg en het dal van de Grote Nete.